# فهد الدويري
فهد يوسف بن محمد بن منيس الراشد الدويري  أو فهد الدويرج تصغير دارج، ويلفظ بعض الكويتيون الجيم ياء، من مواليد فبراير  1921  توفي في 18 مايو 1999 ، يعتبر أول قاص كويتي.

## قصة والده
كان والده صديقا للشيخ سالم المبارك الصباح، وقد كان له أعداء كثر، وفي أثناء الحرب العالمية الأولى استغل أعداءه الفرصة وبعثوا إلى البصرة بأن يوسف الدويري هو من يروج الإشاعات عن بريطانيا، وطلبت بريطانيا من الشيخ سالم المبارك الصباح بأن يتم إبعاده إلى الهند، وحاول بأن يوقف هذا الأمر ولكنه لم يستطع، ولكن يوسف الدويري طلب من الشيخ سالم المبارك بأن يتم إبعاده إلى الزبير أو الإحساء أو البحرين أو أي جهة عربية غير الهند، فوافق الشيخ سالم المبارك على ذلك، ولكن البريطانيون رفضوا ذلك، وفي يوم 29 أغسطس 1918 أبعد إلى الهند، وبقي في منفاه لمدة سنتين، وفي أغسطس 1920 عاد إلى الكويت.

## دراسته وعمله
درس في المدرسة المباركية، وثم سافر إلى البصرة في عام 1937 لمتابعة تعليمه، حيث درس الفقه على المذهب الحنبلي في المدرسة الرحمانية، وفي عام 1940 عاد إلى الكويت حيث عمل في مجلس الشورى تحت إمرة الشيخ عبد الله السالم الصباح، ثم سكرتيرا له عندما أصبح رئيسا لمجلس الشورى ثم مدير مكتب وزير الداخلية في عام 1963 حتى تقاعد في أوائل السبعينات من القرن العشرين، وكان عضوا في لجنة تنقيح الدستور في عام 1976، وعضو في المجلس الأعلى لوزارة الإعلام في عام 1983، وعضو في لجنة شؤون البلدية في عام 1987، وعضو في مجلس إدارة وكالة الأنباء الكويتية في الفترة ما بين 1989 و1992.
وقد عمل كاتب محام في البصرة، وعمل أيضا موظف في الجمرك البري في الكويت.
كان عضو في المجلس الوطني للثقافة والفنون والآداب منذ عام 1973.

## أعماله
كان يقيم في البصرة كثيرا حيث كان يذهب هناك لقراءة الكتب والمجلات.
قام بإصدار مجلة البعثة مع حمد عيسى الرجيب وأحمد العدواني.
قام بنشر قصته الأولى وهي «من الواقع» في يوليو 1948.
كتب في مجلة كاظمة ومجلة البعثة ومجلة الرائد، وقد كان يكتب بأسماء مستعارة مثل أبي ذر وعجوز وقصاص ، وقد صدرت مجلة الرائد في مارس 1952 وحتى يناير 1954 ، وكتب في بعض المجلات العراقية مثل لواء الاستقلال، وبعض المجلات سورية ولبنان مثل أصداء والتمدن الإسلامي.
قام بالكتابة في عدد من الصحف الكويتية مثل جريدة الوطن وجريدة القبس وجريدة صوت الكويت.

## قصصه
- من الواقع (1948)
- ريح الشمال (1992)

## قالوا عنه
- خالد سعود الزيد: اقبل على الساحة باجمعه، يوم كانت الساحة عطشى لا يختلف إليها غير نفر قليل، فسقاها من ضلوعه ودموعه، مع هذا النفر القليل، حتى اهتزت ارضها، وربت وانبتت من كل زوج بهيج، ثم نفض يديه منها، وأدبر عنها باجمعه حين استطال نباتها، واستوى على سوقه حتى كاد ينسى. كتب باسمه الصريح، وكتب بأسماء كثيرة مستعارة. ركب الصعب حين كان السهل على الناس صعبا. أليس هو أول من حرر القصة في الكويت من لغة السرد والحكاية، واسبغ عليها ثوب المعاصرة؟ ولقبه الزيد بـ شيخ القصاصين الكويتيين فهد الدويري .[5]
- محمد حسن عبد الله: فهد الدويري حقق أكبر خطوة في مرحلة تأسيس وارساء فن القصة في الكويت، فمع انفتاحه على تجارب الكتاب الآخرين - من عرب وغير عرب - ظلت قصصه كويتية في صميمها، وهذه حسنة كبرى يصنعها الرواد، حين يكونون على وعي بدورهم التاريخي ومسؤولياتهم في وضع الفن الجديد في صورته الصحيحة، وعلاقته السليمة بالبيئة التي يعبر عنها.[5]

## كتب عنه
- شيخ القصاصين الكويتيين فهد الدويري.. حياته وآثاره، 1984، خالد سعود الزيد.[3]
- أدباء الكويت في قرنين - الجزء الثاني، خالد سعود الزيد.[7]
- الحركة الأدبية والفكرية في الكويت، محمد حسن عبد الله.[1]

## أماكن سميت باسمه
- مدرسة فهد الدويري الثانوية في منطقة الجابرية.